# Thomas Spencer Baynes
Thomas Spencer Baynes (24 de março de 1823 em Wellington - 31 de maio de 1887 em Londres) foi um filósofo.

## Vida
Ele era filho de um ministro batista, nascido em Wellington, Somerset, pretendia estudar para o ministério Batista, e estava num seminário teológico em Bath com essa visão, mas sendo fortemente atraído por estudos filosóficos, saiu e foi para Edimburgo, quando ele tornou-se o aluno favorito de Sir William Hamilton, cujo sistema filosófico ele continuou um adepto. 
Depois de trabalhar como editor de um jornal em Edimburgo, e após um intervalo de descanso tornado necessário por uma avaria na saúde, Baynes retomou o trabalho jornalístico em 1858 como editor assistente do Daily News. Em 1864, foi nomeado Professor de Lógica e Literatura Inglesa na Universidade de St Andrews, na qual sua mente foi atraída para o estudo de Shakespeare , e contribuiu para os artigos valiosos de Edinburgh Review e Fraser's Magazine (principalmente em relação ao seu vocabulário e à extensão de sua aprendizagem) coletados mais tarde como Shakespeare Studies. 
Em 1873, ele foi nomeado para supervisionar a nona edição da Encyclopædia Britannica, na qual, depois de 1880, ele foi assistido por William Robertson Smith. Baynes foi o primeiro editor inglês da Britannica; Todos os editores anteriores eram escoceses.